# Slåttersandbi
Slåttersandbi (Andrena humilis) är en art i insektsordningen steklar som tillhör överfamiljen bin och familjen grävbin. Dess finlandssvenska namn var tidigare fibblesandbi. Detta har dock ändrats till detsamma som det rikssvenska i senare versioner av den finska rödlistan.

## Beskrivning
Mellankroppen har relativt gles, gulbrun behåring; tergiterna är huvudsakligen kala, men har gulbrun behåring i bakkanterna. Honan blir 10 till 12 mm lång, hanen 10 till 11 mm. Hanen har ett gulvitt fält på clypeus. Segmenten på bakkroppen har tunna, ljusa hårband på bakkanterna. Det finns en taggrad på baklåren, som antas vara till hjälp för honan vid insamling av pollen.

## Ekologi
Slåttersandbiet uppträder på torrängar, flod- och bergsängar, längs sandiga stigar, i skogsbryn, gläntor, trädesmarker, ruderatmarker, skjutfält samt i samhällen där de gräver sina bon i fast sand- och grusjord. I Alperna och Kaukasus kan den gå upp till 1 800 m höjd. Som många sandbin är den starkt foderspecialiserad, för denna art på korgblommiga växter, speciellt fibblor som rotfibbla, sommarfibbla, gråfibbla, höstfibbla,klofibbla och hökfibblor. Andra pollenkällor i denna familj är maskrosor och haverrötter. Honan kan även tillfälligt besöka ärtväxter, rosväxter, ranunkelväxter och flenörtsväxter. Flygtiden är från maj till juli i låglänta omröden, juni till mitten av augusti i bergen i Östeuropa. I södra delen av utbredningsområdet kan arten få två generationer per år.
Arten parasiteras av slåttergökbi vars hona lägger ägg i boet, ett ägg per larvcell. Den resulterande larven dödar värdägget eller -larven, och lever därefter på det insamlade matförrådet.

## Utbredning
I Europa finns arten från Brittiska öarna och Iberiska halvön i väster till Mellaneuropa och mera fragmentariskt genom Östeuropa i öster, samt från södra Spanien, södra Italien och Grekland i söder till mellersta Sverige och södra Finland i norr. Utanför Europa når arten Kaukasus, Fjärran Östern och Turkiet i öster, samt Nordafrika i söder.
I Sverige, där arten är rödlistad som sårbar (VU), har den funnits från Skåne upp till Dalarna, men har gått starkt tillbaka och finns 2024 endast i Skåne, Blekinge, Öland, Småland och Västergötland.
I Finland är den också hotad, och klassificerad som akut hotad ("CR"). Den har observerats på ett 60-tal lokaler, främst längs sydkusten (inklusive Åland), men vissa så långt norrut som Norra Karelen i öster.